# Pathology
Pathology is een thriller/horrorfilm uit 2008 onder regie van Marc Schoelermann. Het opnemen van de film ging van start in mei 2007. Een release zou plaatsvinden in november 2007. Na vertragingen vond de officiële release in de Verenigde Staten plaats op 18 april 2008, een week nadat de film in Groot-Brittannië uitkwam.

## Verhaal
Ted Grey (Milo Ventimiglia) heeft het prima voor elkaar als briljante student pathologie die in hoog aanzien staat van zijn docenten en een liefdevolle relatie heeft met Gwen Williamson (Alyssa Milano), de dochter van een arts (Alan Blumenfeld).
Greys leven neemt een wending wanneer hij op een nieuwe werkplek aankomt in een ziekenhuis in Philadelphia, waar een groepje pathologen-anatomen onder leiding van Jake Gallo (Michael Weston) hem niet zo'n hartelijk welkom heet. Toch dwingt hij bewondering af met zijn intelligente en onafhankelijke inzichten, waardoor Gallo hem in vertrouwen neemt over de geheime hobby van zijn groep en hemzelf. Zij plegen om de beurt een moord, waarbij ze proberen dit op zo'n manier te doen dat de anderen niet kunnen achterhalen wat de doodsoorzaak is. Ondanks een oorspronkelijke afkeer, gaat Grey meedoen en proberen de eerste te worden die de perfecte moord pleegt.

## Rolverdeling
| Acteur           | Personage         |
| ---------------- | ----------------- |
| Milo Ventimiglia | Ted               |
| Michael Weston   | Jake              |
| Lauren Lee Smith | Juliette Bath     |
| Dan Callahan     | Chip Bentwood     |
| Johnny Whitworth | Griffin Cavenaugh |
| Mei Melançon     | Catherine Ivy     |
| Alyssa Milano    | Gwen              |
| Keir O'Donnell   | Ben Stravinsky    |
| John de Lancie   | Dr. Morris        |